# ニョキニョキ植物王国
『ニョキニョキ植物王国』（ニョキニョキしょくぶつおうこく）は、テレビ東京系列局ほかで放送されていたテレビ東京とネクサス共同製作のクイズ番組である。テレビ東京系列局では1994年10月17日から1995年3月20日まで、毎週月曜 21:00 - 21:54 （日本標準時）に放送。

## 概要
テレビ業界初の植物を題材にしたクイズを出題。「本を読むひょうたん」や「ひまわりもやし」なる植物が実際に存在するのか否かを予想するクイズ、盆栽対決、植物にこだわりを持つ人物を紹介するクイズなどがあった。クイズ出題前には司会陣が「しょくぶつ〜ニョキニョキ」のポーズを取っていたが、このポーズは番組放送当時、ナインティナインの岡村隆史などから他の番組でネタにされていた。

## 出演者

### 司会
- そのまんま東
- 楠田枝里子

### 解答者
- 片岡鶴太郎
- 森公美子
- 蛭子能収
- 中條かな子
- 立松和平
- 安室奈美恵
- ほか

### リポーター
- 山崎邦正
- 彦摩呂

### 植物ハンター
- 松野大介

## スタッフ
- 構成：高瀬真尚、渡邊健一、古井知克、大屋覚
- ナレーター：屋良有作、住友優子
- TD：榎本吉雄
- カメラ：石森和弘
- VE：堀内正彦
- VTR：芹沢清一郎
- 音声：橋爪繁輝
- 照明：瀬戸五郎 (現 テレビ東京アート)
- 美術：高谷寿 (TIME)
- 美術進行：関口三千代
- ヘアメイク：熊勝子
- スタイリスト：のてひろこ
- オブジェ：斉藤なみ
- 電飾：テルミック
- CG ：大野一興
- 音効：河手康良 (マジカル)
- 編集：堀江隆行
- MA：酒巻良明
- TK：小宮高子
- AP：荻田博深
- AD：森住和江、里田剛
- リサーチ：オフィス・バオバブ
- 技術協力：クロステレビメディア、 ACT (現 テクノマックス)
- ディレクター：村岡信行、福田智彰、高田英俊
- 演出：市川和浩
- プロデューサー：前山匡洋（テレビ東京）、田中峰雄、忍足隆
- 製作：テレビ東京、ネクサス

## エンディングテーマ
- 「遠い夢」　鷹橋敏輝

| テレビ東京系列 月曜21:00枠                           | テレビ東京系列 月曜21:00枠                              | テレビ東京系列 月曜21:00枠                                         |
| 前番組                                               | 番組名                                                  | 次番組                                                             |
| ---------------------------------------------------- | ------------------------------------------------------- | ------------------------------------------------------------------ |
| 草野仁のTVアゲイン （1994年4月18日 - 1994年9月19日） | ニョキニョキ植物王国 （1994年10月17日 - 1995年3月20日） | 付き馬屋おえん事件帳 第3シリーズ （1995年4月10日 - 1995年6月26日） |